# ウィリアム・カリー
ウィリアム・ジョゼフ・カリー（William Joseph Currie 、1935年 - ）は、アメリカ合衆国生まれのカトリック司祭、比較文学者・英文学者。上智大学教授、上智大学長などを務め、また日本政府の教育関係の委員を務めた。

## 経歴
1935年 アメリカ合衆国フィラデルフィア生まれ。1953年 イエズス会入会。1960年に来日し栄光学園で教える。その後ミシガン大学において比較文学の博士号取得（博士論文はのちに新潮社より翻訳刊行）。上智大学文学部英文学科助教授、教授を経て、外国語学部比較文化学科へ移籍し、比較文化学部長。その後、1999年から2005年まで上智大学学長を務めた。

## 受賞・栄典
- 2011年（平成23年）、日本の私学教育振興に寄与した貢献によって、外国人叙勲（瑞宝重光章）を受章[1][2]。

## エピソード
- 上智では、若々しくかっこいい、今の言葉で言えばイケメン神父・教授として知られた。上智大学の学生であった時期、アグネス・チャンがカリー神父に憧れていたということは当時の上智ではよくうわさされたことだが真偽はさだかではない。
- 英文学（アメリカ文学）、比較文学の教授としてはもちろん、学生寮の舎監、ラグビー部長などとしても、多くの学生を導いた。
- 音楽を愛し、しばしば学内や教え子の結婚式などで披露することで知られる。
- 教え子の結婚式で地方へ行った時のこと。カリーのスーツのボタンが取れそうであった。電車で、これを見た高齢の婦人が、持ち合わせの裁縫用具でこれを直してくれたという。カリーは、愛、よきサマリア人的行為の一例として、日本でのこの体験をあげている。

## 著書
- ウィリアム・カリー 著、安西徹雄 訳『疎外の構図 ― 安部公房、カフカ、ベケットの小説』新潮社、1975年。ASIN B000J95BZG